# Arriba Perú
Arriba Perú of ASCD Arriba Perú (voluit: Asociación Socio-Cultural y Deportiva Arriba Perú) is een amateurvoetbalclub uit Kralendijk, Bonaire. De club werd in 1995 opgericht door de Peruaanse gemeenschap woonachtig op het eiland en debuteerde in 2007 in de Bonaire League. Arriba Perú speelt zijn thuiswedstrijden in het Antonio Trenidatstadion.